# Liste der Monuments historiques in Villers-Semeuse
Die Liste der Monuments historiques in Villers-Semeuse führt die Monuments historiques in der französischen Gemeinde Villers-Semeuse auf.

## Liste der Immobilien
| Bezeichnung      | Beschreibung            | Standort                 | Kennzeichnung | Schutzstatus | Datum | Bild           |
| ---------------- | ----------------------- | ------------------------ | ------------- | ------------ | ----- | -------------- |
| Kirche St-Pierre | aus dem 15. Jahrhundert | Rue Étienne Dolet (Lage) | PA00078541    | Inscrit      | 1972  | weitere Bilder |

## Liste der Objekte
| Bezeichnung               | Beschreibung | Standort                       | Kennzeichnung | Schutzstatus | Datum | Bild |
| ------------------------- | --- | ------------------------------ | ------------- | ------------ | ----- | ---- |
| 44 Kirchenbänke           | Holz, 18. Jahrhundert | in der Kirche St-Pierre (Lage) | PM08000773    | Inscrit      | 1972  |      |
| Gemälde Kreuzabnahme      | Ölfarbe auf Leinwand, vergoldeter Holzrahmen, 1873; nach Peter Paul Rubens                                                                         | in der Kirche St-Pierre (Lage) | PM08000772    | Inscrit      | 1972  |      |
| Hauptaltar                | Altartisch, Tabernakel und Retabel; Marmor, Holz, farbig gefasst und vergoldet, 18. Jahrhundert                                                    | in der Kirche St-Pierre (Lage) | PM08000591    | Classé       | 1973  |      |
| Petersaltar               | linker Seitenaltar; Altartisch, Nischenretabel und Skulptur Petrus; Kalkstein, Marmor, Holz, farbig gefasst und vergoldet, 18. und 19. Jahrhundert | in der Kirche St-Pierre (Lage) | PM08001086    | Inscrit      | 1977  |      |
| Kalender der Seelenmessen | Papier auf Holz, Holzrahmen, 1788 | in der Kirche St-Pierre (Lage) | PM08001323    | Inscrit      | 2015  |      |
| Reliquienbüste Petrus     | Holz, farbig gefasst, 168[x] | in der Kirche St-Pierre (Lage) | PM08000590    | Classé       | 1963  |      |
| Osterleuchter             | Schmiedeeisen, bemalt, 18. Jahrhundert | in der Kirche St-Pierre (Lage) | PM08000775    | Inscrit      | 1972  |      |
| Kanzel                    | Holz, bemalt, 18. Jahrhundert | in der Kirche St-Pierre (Lage) | PM08000774    | Inscrit      | 1972  |      |